# Hòa An, Krông Pắc
Hòa An là một xã thuộc huyện Krông Pắc, tỉnh Đắk Lắk, Việt Nam.
Xã Hòa An có diện tích 24,26 km², dân số năm 1999 là 12835 người, mật độ dân số đạt 529 người/km².